# Danilo Petrović
Ne doit pas être confondu avec Danilo Petrović-Njegoš ou Danilo Petrović-Njegoš (1871-1939).
Danilo Petrović, né le 24 janvier 1992 à Belgrade, est un joueur de tennis serbe, professionnel depuis 2010.

## Carrière
Principalement actif dans les tournois du circuit ITF et Challenger, il a remporté deux titres en simple en 2019 à Jérusalem et Sibiu et deux en double à Qingdao en 2016, et à Puerto Vallarta en 2018.
En 2018, il est sélectionné pour la première fois dans l'équipe de Serbie de Coupe Davis pour affronter l'Inde en barrages. Il remporte le match de double, associé à Nikola Milojević, contre Rohan Bopanna et Saketh Myneni (7-65, 6-2, 7-64), apportant ainsi le point décisif.
En 2019, Danilo Petrović remporte son premier tournoi Challenger à Jérusalem en battant notamment Dudi Sela et le Canadien Filip Peliwo en finale. Le mois suivant, il perd en finale du tournoi de Milan face à Hugo Dellien. Il remporte en septembre un second titre à Sibiu contre l'Australien Christopher O'Connell.

## Parcours enCoupe Davis
| #                                                    | Date          | Lieu     | Surface      | Gagnant(s)                       | Perdant(s)                  | Score           |          |
|                                                      |               |          |              |                                  |                             |                 |          |
| 2018 - play-off (groupe mondial) - Serbie - Inde 4:0 |               |          |              |                                  |                             |                 |          |
| 1                                                    | 14-16/09/2018 | Kraljevo | Terre (int.) | Nikola Milojević Danilo Petrović | Rohan Bopanna Saketh Myneni | 7-65, 6-2, 7-64 | Parcours |

## Classements ATP en fin de saison
| Année          | 2010 | 2011 | 2012 | 2013 | 2014 | 2015 | 2016 | 2017 | 2018 | 2019 | 2020 |
| Rang en simple | 1023 | 636  | 470  | 498  | 486  | 372  | 348  | 252  | 272  | 169  | 142  |
| Rang en double | 1173 | 1057 | 665  | 1360 | 350  | 425  | 322  | 408  | 249  | 564  | 487  |

Source : (en) Classements de Danilo Petrović sur le site officiel de la Fédération internationale de tennis